# Nackawic
Nackawic är en ort i Kanada.   Den ligger i provinsen New Brunswick, i den sydöstra delen av landet, 700 km öster om huvudstaden Ottawa. Nackawic ligger 70 meter över havet och antalet invånare är 1 009.
Terrängen runt Nackawic är huvudsakligen platt, men österut är den kuperad. Nackawic ligger nere i en dal. Trakten runt Nackawic är nära nog obefolkad, med mindre än två invånare per kvadratkilometer.. Nackawic är det största samhället i trakten.
I omgivningarna runt Nackawic växer i huvudsak blandskog.